# Trasan (Juwiring)
Trasan is een bestuurslaag in het regentschap Klaten van de provincie Midden-Java, Indonesië. Trasan telt 3706 inwoners (volkstelling 2010).